# Reutum
Reutum is een van de negen kerkdorpen in de Twentse gemeente Tubbergen in de Nederlandse provincie Overijssel. Reutum ligt ongeveer tien kilometer ten noordwesten van Oldenzaal, en telt ongeveer 1.275 inwoners.
De bebouwde kom van het dorp is sinds 1990 gegroeid, het aantal agrariërs daarentegen gedaald. De gemeenschap is hecht, wat zich vertaalt in een uitgebreid verenigingsleven. Voetbalvereniging VV Reutum, volleybalvereniging Kadoeng, de harmonie St. Jozef maar ook de klootschietersvereniging en carnavalsvereniging De Pin'n worden gedragen door de inbreng van de dorpelingen.
Tussen Reutum en Weerselo staat de korenmolen De Vier Winden. De molen staat op het grondgebied van de gemeente Tubbergen en hoort derhalve bij Reutum, maar wordt door de ligging niet ver van Weerselo ook wel de Weerselose Molen genoemd.
Van 1646 tot 1800 stond in Reutum de havezate Woeste.

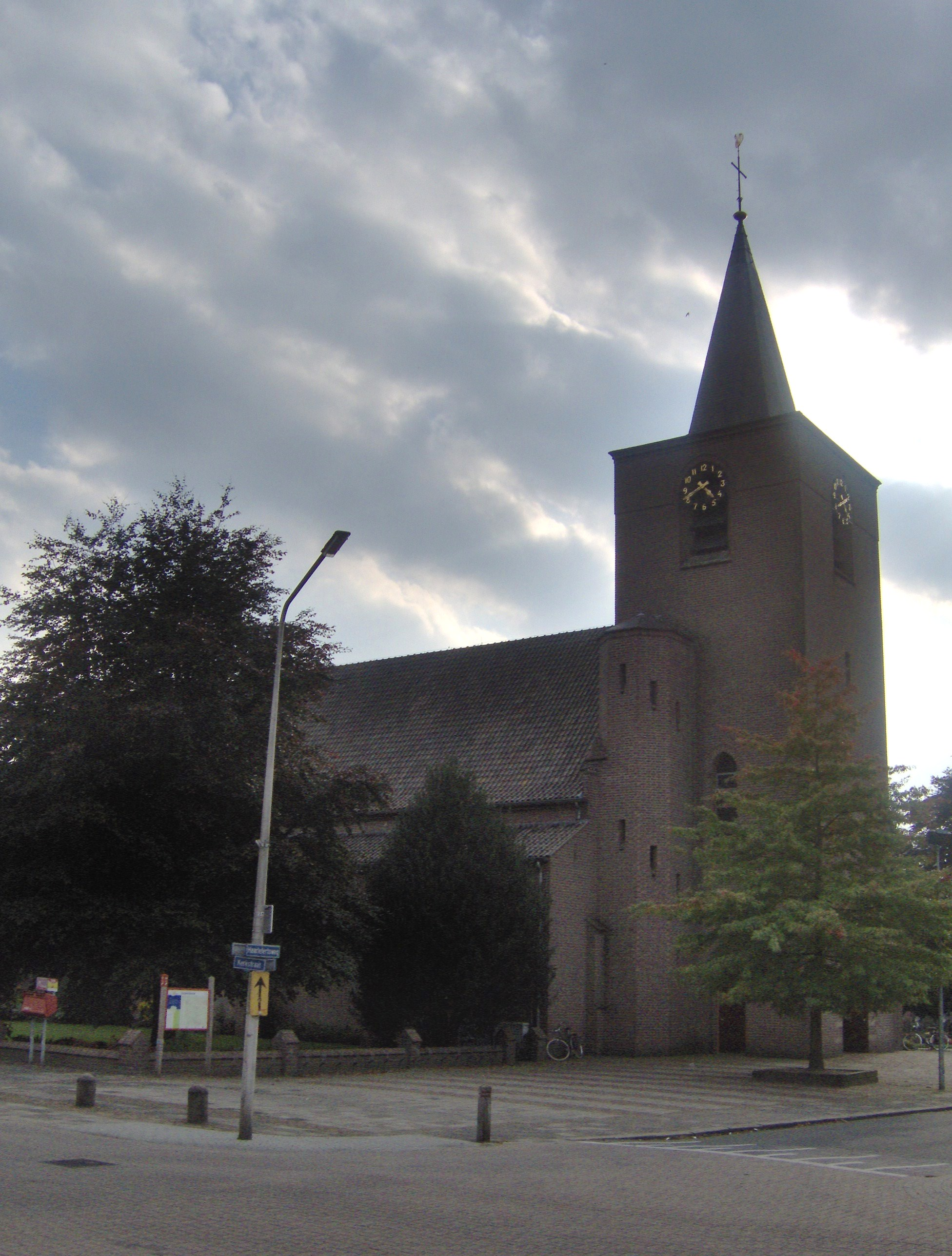
De Rooms Katholieke kerk te Reutum

Hoofdplaats: Tubbergen     
Dorpen: Albergen · Fleringen · Geesteren · Harbrinkhoek · Langeveen · Manderveen · Mariaparochie (deels) · Reutum · Vasse

Buurtschappen: Hezingen · Haarle · Klossehoek · Mander · West-Geesteren 

Overijssel · Steden en dorpen in Overijssel      Nederland · Provincies · Gemeenten